# Байрамуков, Ислам Ильясович
Ислам Ильясович Байрамуков (12 июня 1971) — казахстанский борец вольного стиля, заслуженный мастер спорта Республики Казахстан (2000), серебряный призёр Олимпиады-2000 в Сиднее.

## Биография
Родился в селе Каменка Турар Рыскуловский района Джамбульской области в 1971 году, по национальности — карачаевец. С детства предпочтение отдавал боксу, борьбе, чтению, художественной литературе и конным видам спорта. Уже в шестом классе увлекся серьезно вольной борьбой.
Окончил Республиканское училище олимпийского резерва (1989); Казахский государственный институт физической культуры (1993), преподаватель физической культуры и спорта (1993). С 1993 года по 2004 — спортсмен-инструктор РГКП «Дирекция штатных национальных команд и спортивного резерва». Казахский национальный университет имени Аль-Фараби по специальности «юриспруденция» (2003), Московский социально-гуманитарный университет (финансы и экономика) (2005).
Обладатель кубка СССР по вольной борьбе (1991). Является почетным доктором Карачаево-Черкесско Государственного университета имени Алиева и заместитель председателя Карачаево-Балкарского «Бірлік» при Ассамблеи народа РК. Почетный житель Луговского района. Заслуженный мастер спорта по вольной борьбе и заслуженный деятель физической культуры РК. Награждён орденом «Парасат» (2000). С 2010 года по настоящее время — советник президента Федерации борьбы РК по вольной борьбе.
В конце 2022 года привёз легионера со своей этнической родины в Казахстан в непроблемную весовую категорию и курирует его.
Ислам Байрамуков, будучи коневладельцем, принимает участие в крупных скачках в РК, РФ. В 2005 году возглавлял сборную РК по конным пробегам (160 км) в Дубай (ОАЭ). Его лошади являются победителями-призёрами крупных скачек — таких как приз президента РК, Казахстанское Дерби и другие. При непосредственном участии Ислама Байрамукова был сохранен от сноса единственный сертифицированный ипподром города Алматы.

## Награды и звания
- 2000 — Орден Парасат;
- 2023 (24 октября) — Орден «Барыс» 3 степени.[2]